# Заря (марксистский журнал)
«Заря» — марксистский научно-политический журнал. Издавался редакцией газеты «Искра» в Штутгарте. Всего в свет вышло четыре номера (в трёх книгах): № 1 — в апреле 1901, № 2-3 — в декабре 1901, № 4 — в августе 1902. Цели и задачи журнала были сформулированы Лениным в «Проекте заявления редакции „Искры“ и „Зари“» (см. Полн. собр. соч., 5 изд., т. 4, с. 322-33). Журнал пропагандировал идеи революционного марксизма, критиковал народничество, «легальный марксизм», бернштейнианство и другие оппортунистические течения.
. В журнале публиковались Ульянов (Ленин), Плеханов, Засулич, Аксельрод («Ортодокс»), Щеколдин (он же Повар), Мартов, Потресов и другие видные марксистские публицисты.